# گیوم تل
گیوم‌تل (به فرانسوی: Guillaume Tell) (عنوان رایج در فرانسه و ایران) که نام دیگرش در بعضی کشورها کمان پولادی (به انگلیسی: Crossbow) است، یک سریال تلویزیونی درام تاریخی ساخت سه کشور فرانسه، بریتانیا و آمریکا است که در سال ۱۹۸۷ از کانال The Family آمریکا پخش شد.
این مجموعه توسط استیون نورث و ریجارد شلنزینگر برای شرکت رابرت هالمی با همکاری شبکهٔ تلویزیونی FR3 تهیه شد و به‌طور کامل در فرانسه فیلم‌برداری گردید.

## خلاصه داستان
این مجموعه ماجراجویی‌های ویلیام تل (با بازی ویل لیمن) که در قرن چهاردهم در سوئیس رخ داده را روایت می‌کند. تل در برابر خودکامگی‌های آلبرشت گسلر (هرمان گسلر) (با بازی جرمی کلاید) فرمانروای ایالت اوری برمی‌خیزد و همانند رابین‌هود به هواخواهی از ستم‌دیدگان شورش می‌کند. هرمان گسلر هم با گروگان گرفتن پسر گیوم تل تلاش می‌کند او را به نبردی رو-در-رو بکشاند…